# علم حرشفيات الأجنحة

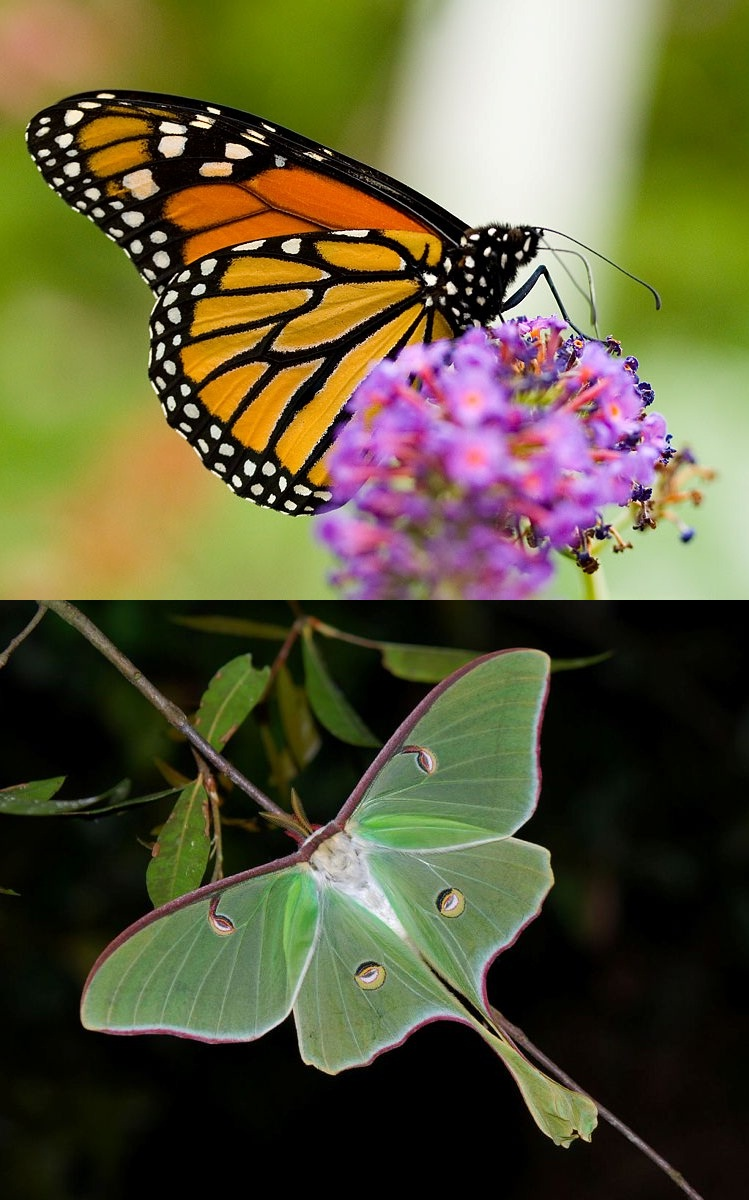
فراشة ملكية وعثة قمرية

علم حرشفيات الأجنحة (بالإنجليزية: Lepidopterology)‏ (من اليونانية القديمة λεπίδος: حرشف، πτερόν: جناح، -λογία علم) هو فرع من فروع علم الحشرات يهتم بالدراسة العلمية لكلاً من العث و ثلاثة طوائف فرعية من الفراشات. والشخص الذي يعمل هذا المجال يسمى عالم حرشفيات أجنحة (lepidopterist، aurelian).